# Signori di Bagnolo
La signoria di Bagnolo in Piano era un feudo milanese. Nel quando 1356 Bernabò Visconti, consignore di Milano decise di impadronirsi di Reggio Emilia, allora governata dai Gonzaga di Mantova, ma i milanesi veniva sconfitti in questa azione avventurosa. Nel 1371 i due fratelli Guido e Feltrino Gonzaga, figli di Luigi I Gonzaga di Mantova, sconfitti nella guerra contro i Visconti, vendevano a questi il loro il feudo di Reggio per la somma di 5.000 ducati d'oro, mantenendo, però, Novellara e Bagnolo in Piano. Guido restava capitano del popolo di Mantova mentre Feltrino diventava il primo signore di Novellara e Bagnolo.
Le due signorie avranno destini paralleli talvolta come consignorie, e Bagnolo, a volte disgiunto da Novellara, secondo le eredità, tornava poi sotto lo stesso governo signorile gonzagesco.
Nel 1509 papa Giulio II confiscò la signoria di Bagnolo ai quattro fratelli Gonzaga (Giacomo, Cristoforo, Marcantonio e Guido Novello), figli di Giorgio Gonzaga, e la affidò, nel 1510, al loro cugino, il conte Giampietro Gonzaga di Novellara.
La linea dei conti regnanti su Novellara e Bagnolo terminò nel 1728 con la morte di Filippo Alfonso Gonzaga. La fortezza fu confiscata dal duca Rinaldo d'Este (1655-1737) di Modena e poi concessa a lui con investitura imperiale.

## Signori di Bagnolo
- 1371-1374 : Feltrino (NC-1374)

sposò Antonia da Correggio
- 1374-1399 : Guido (NC-1399), figlio del precedente

sposò Ginevra Malatesta di Pesaro
- 1399-1424 : Feltrino II (NC-ca 1424), figlio del precedente

sposò Antonia Gonzaga, figlia naturale di Francesco I Gonzaga di Mantova
- 1424-1456 : Guido I (NC-1456), figlio del precedente

senza discendenza
- 1456-1487 : Giorgio (NC-1487), cugino del precedente, figlio di Giacomo Gonzaga e di Ippolita Pio di Carpi

sposò Alda Torelli di Montechiarugolo
- 1487-1509 : Cristoforo (NC), Giacomo (NC), Marcantonio (NC-ap.1509) e Guido II (NC-ap.1519), consignori, tutti e quattro figli del precedente

il feudo venne a loro confiscato nel 1509 da papa Giulio II e conferito al conte di Novellara Giampietro Gonzaga
- 1510-1515 : Giampietro (1469-1530), cugino dei precedenti, figlio di Francesco I Gonzaga-Novellara e di Costanza Strozzi

sposò Caterina Torelli di Montechiarugolo
- 1515-1515 : Alessandro I (NC-1530), figlio del precedente

## Conti di Bagnolo
- 1515-1530 : Alessandro I Gonzaga (1496-1530)

sposò nel 1518 Costanza da Correggio
- 1530-1595 : investitura comitale congiunta[1]:  
  - 1530-1577 : Francesco II Gonzaga-Novellara (1519-1577), figlio del precedente
sposò nel 1549 Olimpia da Correggio senza discendenti maschi legittimi al suo decesso
  - 1530-1595 : Camillo I di Novellara (1521-1595), fratello del precedente
sposò nel 1555 Barbara Borromeo di Arona, senza discendenza
  - 1530-1589 : Alfonso I di Novellara (1529-1589, fratello del precedente

sposò nel 1865 Vittoria di Capua, con discendenza
- 1595-1640 : Camillo II di Novellara (1581-1650), figlio di Alfonso I, abdicò a favore di suo figlio

sposò nel 1605 Caterina d'Avalos, figlia di Alfonso Felice d'Avalos d'Aragona
- 1640-1644 : Alessandro II di Novellara (1611-1644), figlio del precedente

sposò Anna Maria Bevilacqua
- 1644-1650 : Camillo II di Novellara (1581-1650), di nuovo
- 1650-1678 : Alfonso di Novellara (1616-1678), figlio del precedente e fratello di Alessandro II

sposò nel 1648 la principessa Ricciarda Cybo Malaspina di Massa
- 1678-1727 : Camillo III di Novellara (1649-1727), figlio del precedente

sposò nel 1695 la principessa Matilde d'Este di San Martino in Rio
- 1727-1728 : Filippo Alfonso di Novellara (1700-1728), figlio del precedente

sposò nel 1728 Eleonora Tanara, senza discendenza.